# Ministre des Postes et Télégraphes (Irlande)
Le ministre des Postes et Télégraphes  (en anglais : Minister for Posts and Telegraphs en irlandais : Aire Poist agus Telegrafa) est un poste ministériel, en Irlande, aujourd’hui disparu. Créé en 1924, il est supprimé en 1984.

## Histoire
Le Département des postes et télégraphes a cessé d'exister en 1984 et ses pouvoirs et responsabilités ont été transférés au Département des communications nouvellement créé. Il s'agit de l'une des plus importantes réorganisations de la fonction publique des temps modernes, l'ancien département comptant environ 30 000 personnes avant sa dissolution. Avec le transfert du personnel vers les nouvelles agences, le nombre d'employés de la fonction publique a été presque divisé par deux du jour au lendemain.
Le Ministre des Communications a été créé en 1983 pour remplacer à la fois le Ministre des Postes et Télégraphes et le Ministre des Transports. En 1987, les fonctions de transport du département ont été transférées dans un nouveau département du tourisme et des transports. En 1991, les fonctions du ministre ont été transférées au ministre rebaptisé du tourisme, des transports et des communications et le département a cessé d'exister, mais n'a pas été officiellement aboli.
Les fonctions qui relevaient initialement du ministre des communications relèvent désormais du Ministre de l'Environnement, du Climat et des Communications, du Ministre du Tourisme, de la Culture, des Arts, de la Gaeltacht, des Sports et des Médias et du Ministre des Transports.

### Modification du nom et transfert de fonctions
| Date           | Changement |
| -------------- | --- |
| 2 juin 1924    | Création du Département des Postes et Télégraphes |
| 2 janvier 1984 | Création du Département des Communications Suppresion du Département des Postes et Télégraphes et du Département des Transports Transfert des fonctions au Département des Communications, |
| 31 mars 1987   | Transfert du Transport maritime au Département de la Marine |
| 31 mars 1987   | Transfert du Transport au Département du Tourisme et du Transport |
| 8 février 1991 | Transfert de toutes les compétences restantes au Département du Tourisme, du Transport et des Communications                                                                               |

## Liste des ministres
| Postmaster General 1922–1924                  |                                  |                   |                   |       |                     |                                            |                 |
| No.                                           | Nom                              | Dates du mandat   | Dates du mandat   | Parti | Parti               | Gouvernement(s)                            | Gouvernement(s) |
|                                               | James J. Walsh                   | 1 avril 1922      | 2 juin 1924       |       | Cumann na nGaedheal | 1st PG · 2nd PG · 5th DM · 1st EC · 2nd EC |                 |
| Ministres des Postes et Télégraphes 1924–1984 |                                  |                   |                   |       |                     |                                            |                 |
| No.                                           | Nom                              | Dates du Mandat   | Dates du Mandat   | Parti | Parti               | Gouvernement(s)                            | Gouvernement(s) |
| 1.                                            | James J. Walsh                   | 2 juin 1924       | 12 octobre 1927   |       | Cumann na nGaedheal |                                            |                 |
| 2.                                            | Ernest Blythe                    | 12 octobre 1927   | 9 mars 1932       |       | Cumann na nGaedheal |                                            |                 |
| 3.                                            | Joseph Connolly                  | 9 mars 1932       | 8 février 1933    |       | Fianna Fáil         |                                            |                 |
| 4.                                            | Gerald Boland                    | 8 février 1933    | 11 novembre 1936  |       | Fianna Fáil         |                                            |                 |
| 5.                                            | Oscar Traynor                    | 11 novembre 1936  | 8 septembre 1939  |       | Fianna Fáil         |                                            |                 |
| 6.                                            | Thomas Derrig                    | 8 septembre 1939  | 27 septembre 1939 |       | Fianna Fáil         |                                            |                 |
| 7.                                            | Patrick Little                   | 27 septembre 1939 | 18 février 1948   |       | Fianna Fáil         |                                            |                 |
| 8.                                            | James Everett                    | 18 février 1948   | 13 juin 1951      |       | Labour Party        |                                            |                 |
| 9.                                            | Erskine H. Childers (1er mandat) | 13 juin 1951      | 2 juin 1954       |       | Fianna Fáil         |                                            |                 |
| 10.                                           | Michael Keyes                    | 2 juin 1954       | 20 mars 1957      |       | Parti travailliste  |                                            |                 |
| 11.                                           | Neil Blaney                      | 20 mars 1957      | 4 décembre 1957   |       | Fianna Fáil         |                                            |                 |
| 12.                                           | John Ormonde                     | 4 décembre 1957   | 23 juin 1959      |       | Fianna Fáil         |                                            |                 |
| 13.                                           | Michael Hilliard                 | 23 juin 1959      | 21 avril 1965     |       | Fianna Fáil         |                                            |                 |
| 14.                                           | Joseph Brennan                   | 21 avril 1965     | 10 novembre 1966  |       | Fianna Fáil         |                                            |                 |
|                                               | Erskine H. Childers (2e mandat)  | 10 novembre 1966  | 2 juillet 1969    |       | Fianna Fáil         |                                            |                 |
| 15.                                           | Patrick Lalor                    | 2 juillet 1969    | 9 mai 1970        |       | Fianna Fáil         |                                            |                 |
| 16.                                           | Gerry Collins                    | 9 mai 1970        | 14 mars 1973      |       | Fianna Fáil         |                                            |                 |
| 17.                                           | Conor Cruise O'Brien             | 14 mars 1973      | 5 juillet 1977    |       | Parti travailliste  |                                            |                 |
| 18.                                           | Pádraig Faulkner                 | 5 juillet 1977    | 11 décembre 1979  |       | Fianna Fáil         |                                            |                 |
| 19.                                           | Albert Reynolds                  | 12 décembre 1979  | 30 juin 1981      |       | Fianna Fáil         |                                            |                 |
| 20.                                           | Patrick Cooney                   | 30 juin 1981      | 9 mars 1982       |       | Fianna Fáil         |                                            |                 |
| 21.                                           | John Wilson                      | 9 mars 1982       | 14 décembre 1982  |       | Fianna Fáil         |                                            |                 |
| 22.                                           | Jim Mitchell                     | 14 décembre 1982  | 2 janvier 1984    |       | Fine Gael           |                                            |                 |
| Ministre des Communications 1984–1991         |                                  |                   |                   |       |                     |                                            |                 |
| 1.                                            | Jim Mitchell                     | 2 janvier 1984    | 10 mars 1987      |       | Fine Gael           | 19e                                        |                 |
| 2.                                            | John Wilson                      | 10 mars 1987      | 31 mars 1987      |       | Fianna Fáil         | 20e                                        |                 |
| 3.                                            | Ray Burke                        | 31 mars 1987      | 6 février 1991    |       | Fianna Fáil         | 20e · 21e                                  |                 |

Notes
1. ↑  Aussi Ministre de la Justice du 12 juillet 1989 au 11 février 1992.

### Sources
- (en) Cet article est partiellement ou en totalité issu de l’article de Wikipédia en anglais intitulé « Minister for Posts and Telegraphs » (voir la liste des auteurs).